# Valeriano Pellegrini
Valeriano Pellegrini (1663 circa – 18 gennaio 1746) è stato un cantante castrato italiano (soprano), ricordato oggi soprattutto per la sua lunga collaborazione con il compositore Georg Friedrich Händel.
Cantò le composizioni dell'artista tedesco dapprima in Italia e poi lo seguì a Londra. Interpretò il ruolo di Nerone nel successo della prima assoluta dell'opera Agrippina (Händel), che si tenne a Venezia il 26 dicembre 1709, una parte che richiedeva una grande abilità tecnica.
La sua prima esibizione a Londra fu un concerto all'Old Spring Garden dell'aprile 1712, e in quel periodo interpretò numerosi ruoli in opere di Händel; tra questi Mirtillo nella prima assoluta di Il pastor fido (22 novembre 1712) al His Majesty's Theatre, il protagonista Teseo nella prima assoluta di Teseo con Valentino Urbani (10 gennaio 1713), il protagonista in Rinaldo (opera) (6 maggio 1713) e Lepido nella prima assoluta di Silla (2 giugno 1713) al Burlington House.
Nel 1728, dopo aver perso la voce, si ritirò dalle scene e si fece prete.